# Пашеко де Лима, Энрике
Энри́ке Паше́ко де Ли́ма (порт.-браз. Henrique Pacheco de Lima; родился 16 мая 1985 года в Лондрине, штат Парана) — бразильский футболист, полузащитник оборонительного плана.

## Биография
Энрике родился в Лондрине, провинциальном городе штата Парана, но обучался в школе одного из сильнейших клубов из административного центра штата, в «Коритибе». В конце 2004 года игрок возвратился в молодёжный состав «Лондрины» и уже в январе 2005 продлил профессиональный контракт. Дебютировал за «Лондрину» ещё в рамках Серии B 25 сентября 2004 года.
В 2005 году Энрике выступал в первенстве штата Парана, затем провёл 1 матч в Кубке Бразилии, после чего был отдан в аренду в «Фигейренсе», где провёл два года. При этом формально он принадлежал клубу «Жуниор Футбол Тим» из-за запутанной схемы прав на игрока. В клубе из Флорианополиса Энрике стал одним из заметных игроков в составе — он провёл свыше 4 десятков матчей в чемпионатах Бразилии и именно в этой команде забил первые в профессиональной карьере голы.
После короткого отъезда в Японию, в 2008 году Энрике стал игроком «Крузейро». В одном из ведущих клубов Бразилии Энрике стал игроком основы, помог этой команде дойти в 2009 году до финала Кубка Либертадорес, а также выиграть три чемпионата штата Минас-Жерайс. В 2010 году «Крузейро» выкупил права на футболиста. В марте 2011 года Мано Менезес вызвал Энрике в состав национальной сборной Бразилии на товарищеский матч против сборной Шотландии. Однако в той игре Энрике так и не сыграл, пока не дебютировав за «Селесао».
В августе 2011 года Энрике перешёл в стан обладателя Кубка Либертадорес «Сантос». С 2013 года по 2020 год выступал в «Крузейро». В начале 2022 года клуб уведомил игрока о том, что его контракт закончился и не подлежит продлению. Однако Энрике и его юристы считают, что «Крузейро» не имел право расторгать контракт в тот момент, когда футболист продолжал реабилитацию от полученной травмы.

## Достижения
- Чемпион Бразилии (2): 2013, 2014
- Чемпион Кубка Бразилии (1): 2017
- Чемпион штата Сан-Паулу (1): 2012
- Чемпион штата Минас-Жерайс (4): 2008, 2009, 2011, 2014
- Чемпион штата Санта-Катарина (1): 2006
- Финалист Кубка Либертадорес (1): 2009